# Odontobracon californicus
Odontobracon californicus är en stekelart som beskrevs av Sievert Allen Rohwer 1917. Odontobracon californicus ingår i släktet Odontobracon och familjen bracksteklar. Inga underarter finns listade i Catalogue of Life.